# HD 162817
HD 162817，又名CD-3412244，SAO 209446、HR 6668，是一颗恒星，视星等为5.96，位于銀經356.21，銀緯-4.44，其B1900.0坐标为赤經17h 47m 48s，赤緯-34° -4.44′ 42″。